# Hello, Dolly!

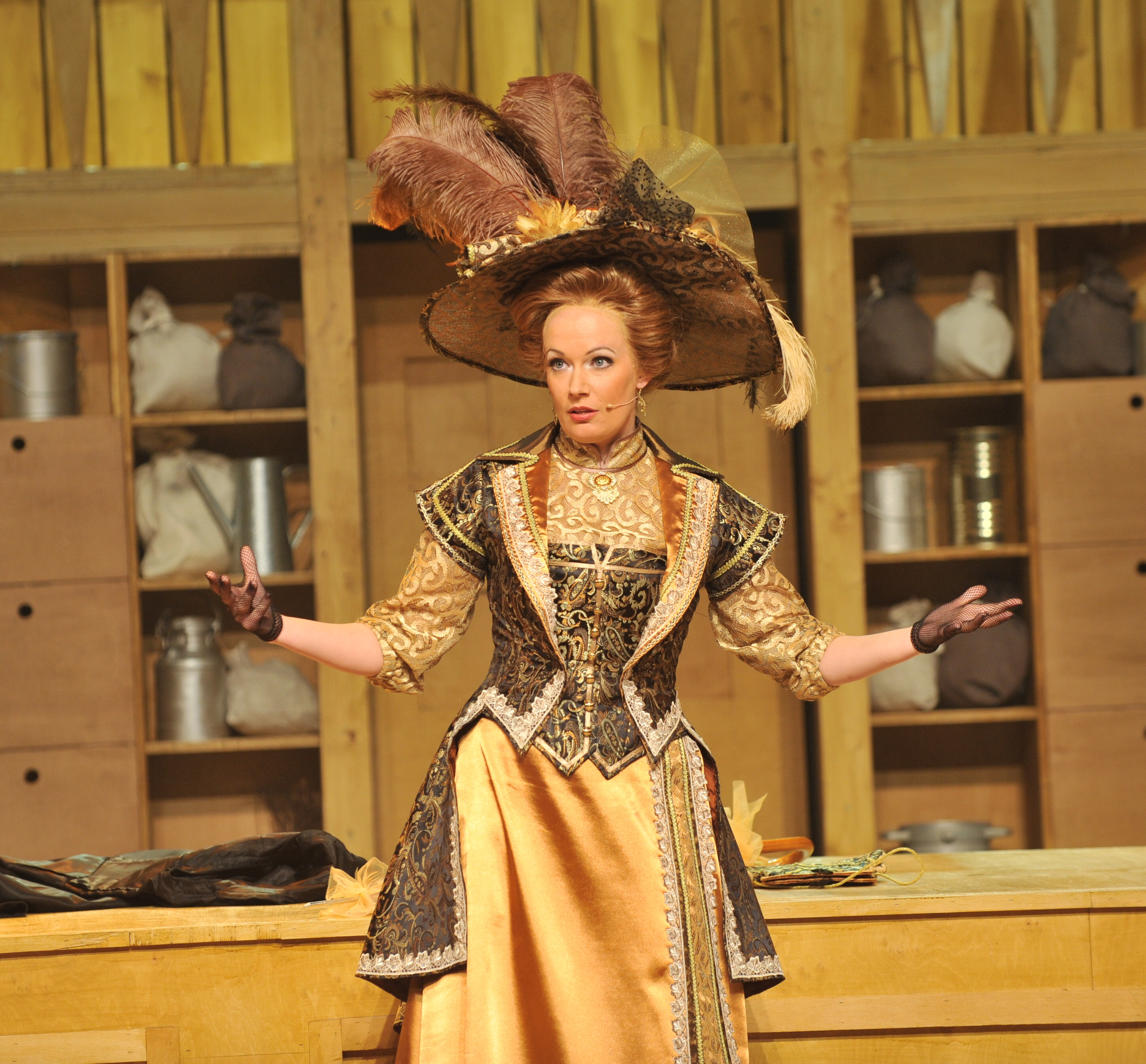
Verze MdB v hlavní roli Alena Antalová

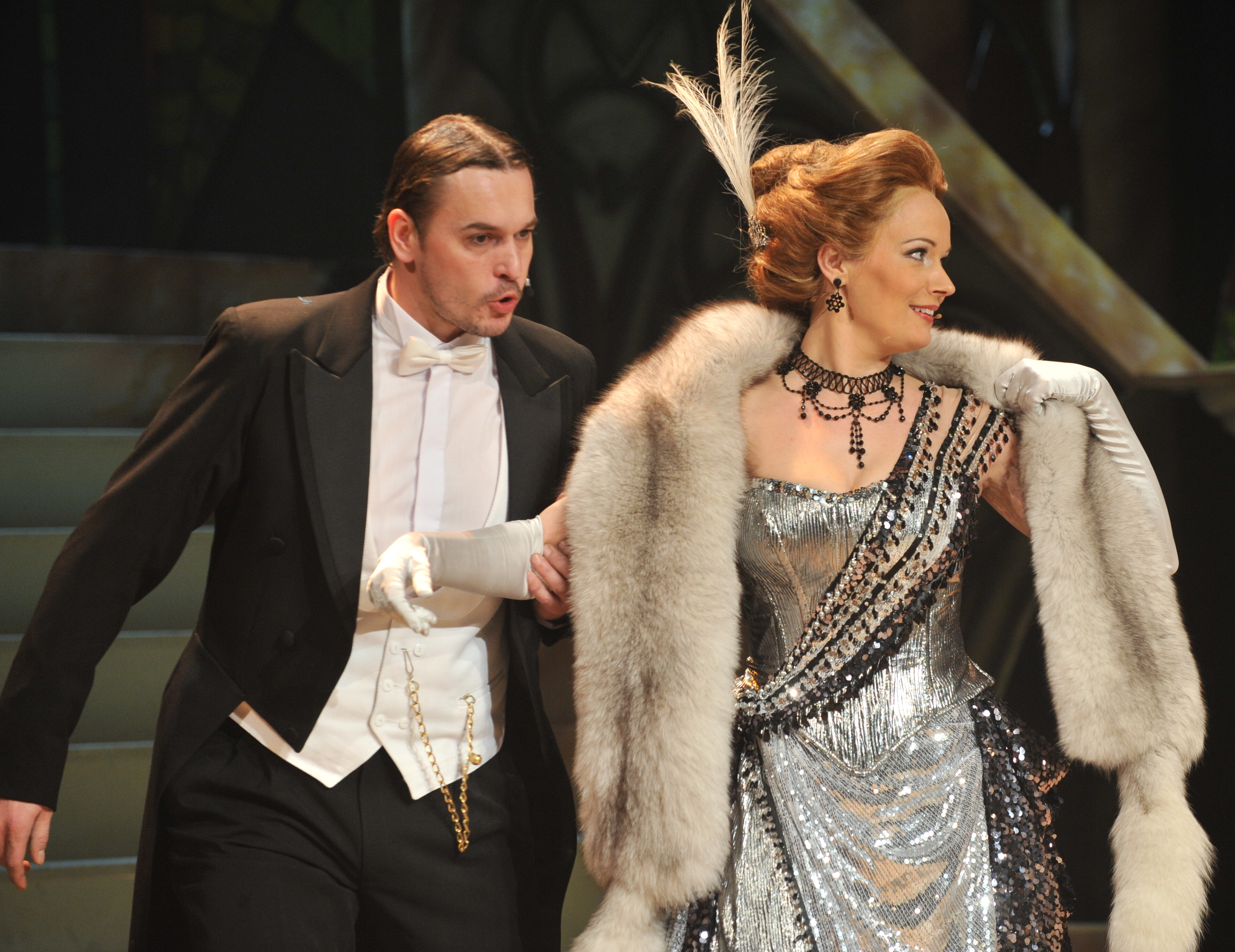
Dolly Leviová (Alena Antalová) a Horác Vandergelder (Petr Štěpán)

Hello, Dolly! je výpravný americký muzikál skladatele Jerryho Hermana a libretisty a textaře Michaela Stewarta. Muzikál je napsán podle komedie Thorntona Wildera, která měla premiéru v roce 1938 pod názvem The Merchant of Yonkers, kterou autor v roce 1955 přepracoval a od té doby se hraje pod názvem The Matchmaker (Dohazovačka). Dílo mělo premiéru 19. ledna 1964 na newyorské Broadwayi (St. James Theater), v roce 1969 byl podle něj natočen i stejnojmenný film s Barbrou Streisandovou a Walterem Matthauem v hlavní roli. V českém znění byl poprvé uveden v roce 1966 v Hudebním divadle Karlín, od té doby se dočkal již dalších dvaadvaceti inscenaci.

## Děj
Dolly, vdova v nejlepších letech, se živí jako tzv. dohazovačka. Domlouvá sňatky různým lidem. U toho zvládá i další věci jako kupování vajec. Jednou chtěla seznámit Ermengardu s mladým, leč chudým malířem. Přitom se setkala s Horácem Vandergelderem, introvertním mužem středního věku, který se živí jako obchodník. Domlouvá mu schůzku s Irenou Molloyovou, majitelkou kloboučnictví v New Yorku. Tam se chtějí vydat dva staří mládenci, zaměstnanci Horáce, Kornelius Hackel a Barnabáš Tucker, aby si našli vysněnou lásku. Náhodně zavítají i do kloboučnictví. Nečekaně přijde i Horác. Oba kamarádi se musí bleskově schovat, a to pod stůl a do skříně. Horác tuší, že není vše tak, jak má být. Avšak celou situaci zachrání Dolly. Jako omluvu pozvou Kornelius a Barnabáš slečny na večeři. V New Yorku se zatím koná slavný průvod, jehož se účastní i Horác. Ten se na večeři v Harmonia Garden seznamuje ještě s jednou podivnou dámou, Ernestinou Moneyovou. Zjistí však, že je to hamounská a hanebná dáma. Večeře se účastní i Dolly, které se začíná Horác čím dál více líbit. Strhne se však velká rvačka, z níž je obviněn právě Horác. Dolly nakonec svým šarmem a živelností okouzlí toho mrzutého pána, kterého změní na galantního a veselého muže.

## České inscenace
V českém znění (dosud používaný překlad: Ivo Osolsobě a Alexander Kozák) muzikál uvedlo poprvé 22. září 1966 Hudební divadlo Karlín s Nelly Gaierovou v titulní roli. Ke hře se vrátilo roku 1982, hlavní roli v té době ztvárnila Laďka Kozderková a odborníci, kteří muzikál viděli na několika světových jevištích včetně New Yorku s nejrůznějšími interpretkami v hlavní roli, o ní tvrdili, že je nejlepší představitelkou Dolly vůbec. Dokonce že se jejímu výkonu nevyrovná ani pro každého nedostižná Barbra Streisand. Jak potvrdil pozdější ředitel karlínského divadla Ladislav Županič : „Kdyby tehdy zažíval muzikál takový boom jako dnes, našel by v Laďce Kozderkové hvězdu první velikosti. A dovolím si i tvrdit, že kdyby se narodila jako Američanka a zpívala na Brodwayi, tak by o ní uslyšel celý svět. Bohužel se však narodila na špatném místě a ve špatné době.“ Po jejím předčasném odchodu byla inscenace z repertoáru stažena. Později, v letech 1996 až 2003. Jitka Molavcová, tehdejší představitelka Dolly, získala za tuto roli cenu Thálie.
Od té doby hrálo muzikál Hello, Dolly v českých zemích Státní, později Národní divadlo Brno (1966, 1994), Státní divadlo, později Národní divadlo moravskoslezské Ostrava (1971, 1992, 2009), Státní divadlo Oldřicha Stibora, později Moravské divadlo Olomouc (1980, 2006), Slezské divadlo (Zdeňka Nejedlého) Opava (1985, 2006), Divadlo v Řeznické Praha (1993), Divadlo J. K. Tyla Plzeň (1997), Východočeské divadlo Pardubice (1998), Divadlo F. X. Šaldy Liberec (1998), Slovácké divadlo Uherské Hradiště (1999), Městské divadlo Mladá Boleslav (2006), Divadlo Šumperk (2006), Městské divadlo Zlín (2007), Severočeské divadlo opery a baletu Ústí nad Labem (2008, 2024), Městské divadlo Brno (2010), pražské Studio Dva (ve Švandově divadle na Smíchově a Divadle Hybernia), 2010) a DJKT Plzeň (2015).

### Brněnská verze
Muzikál má od roku 2010 na repertoáru Městské divadlo Brno, jedná se už o dvacáté druhé nastudování v českém divadle. Režisérem je Gustav Skála.

#### Účinkující
Většina rolí je alternována.
| Alena Antalová nebo Ivana Vaňková          | Dolly Leviová      |
| Igor Ondříček nebo Petr Štěpán             | Horác Vandergelder |
| Hana Kováříková nebo Marta Prokopová       | Ermengarda         |
| Radek Novotný nebo Robert Rozsochatecký    | Ambrosius Kemper   |
| Aleš Slanina nebo Jakub Przebinda          | Kornelius Hackel   |
| Alan Novotný nebo Vojtěch Blahuta          | Barnabáš Tucker    |
| Lenka Janíková nebo Ivana Odehnalová       | Irena Molloyová    |
| Mária Lalková nebo Tereza Martinková       | Minnie             |
| Zdena Herfortová nebo Květoslava Ondráková | Ernestina Moneyová |

#### Galerie

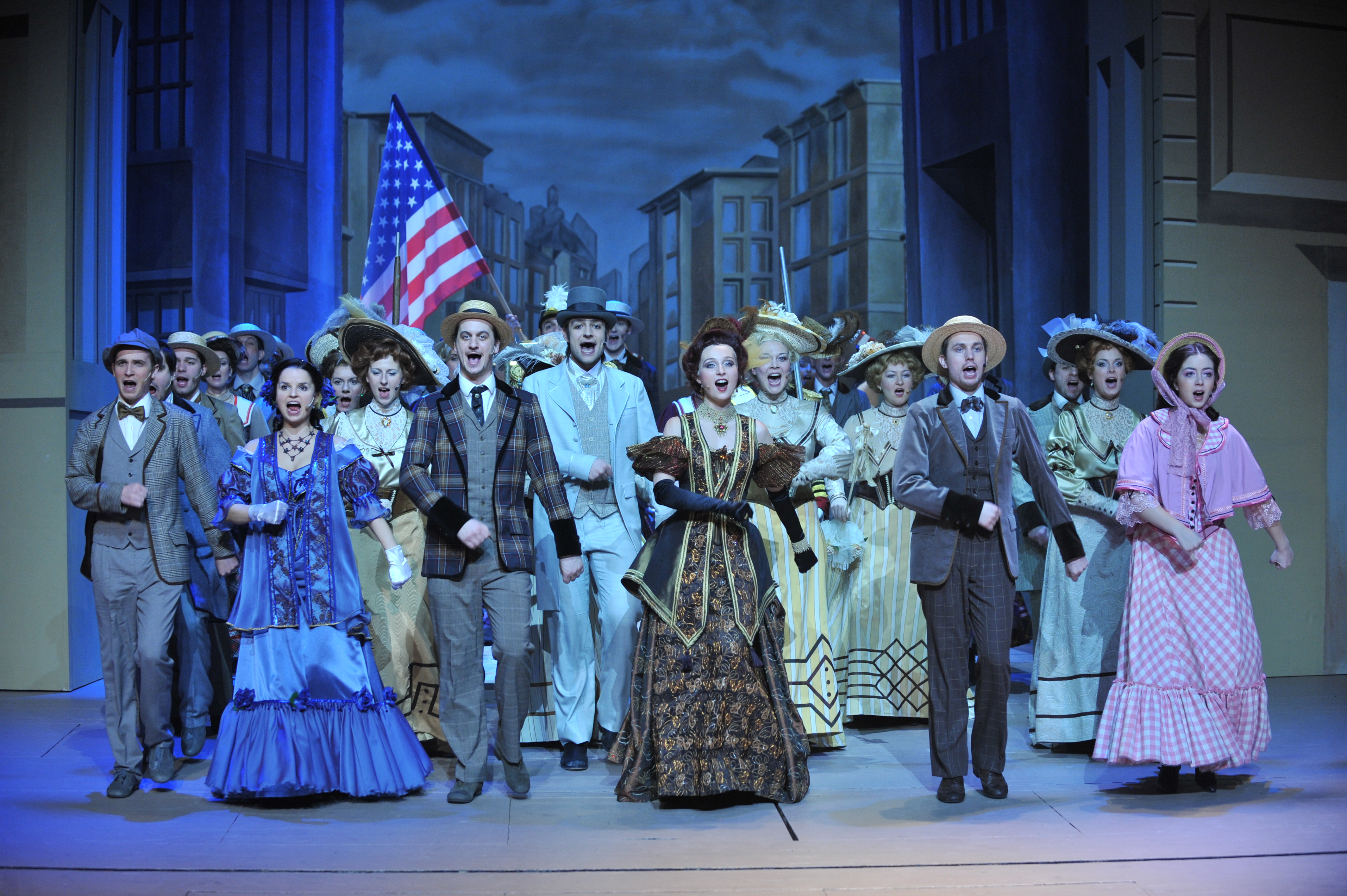
Průvod v New Yorku
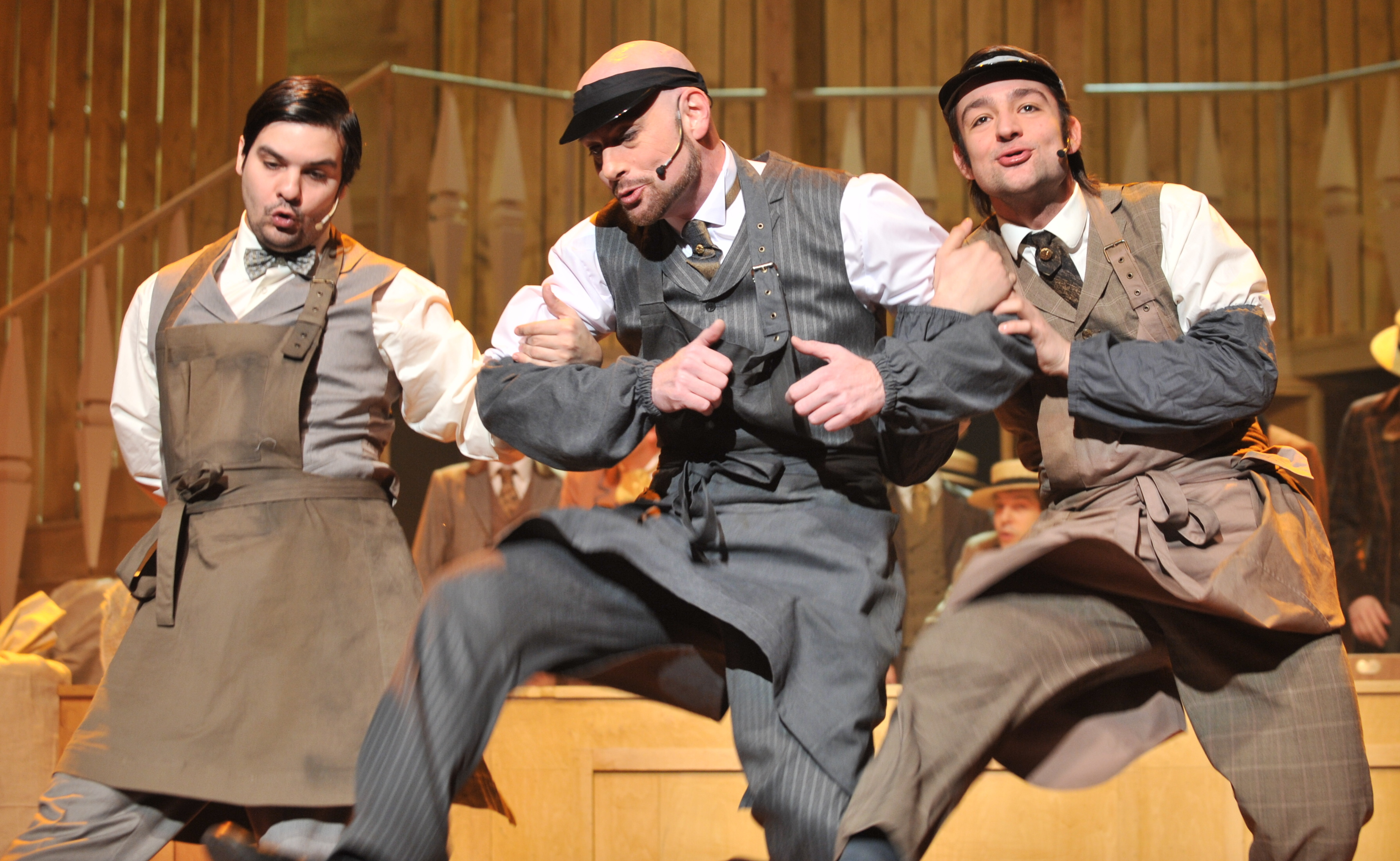
Horác Vandergelder a jeho pomocníci
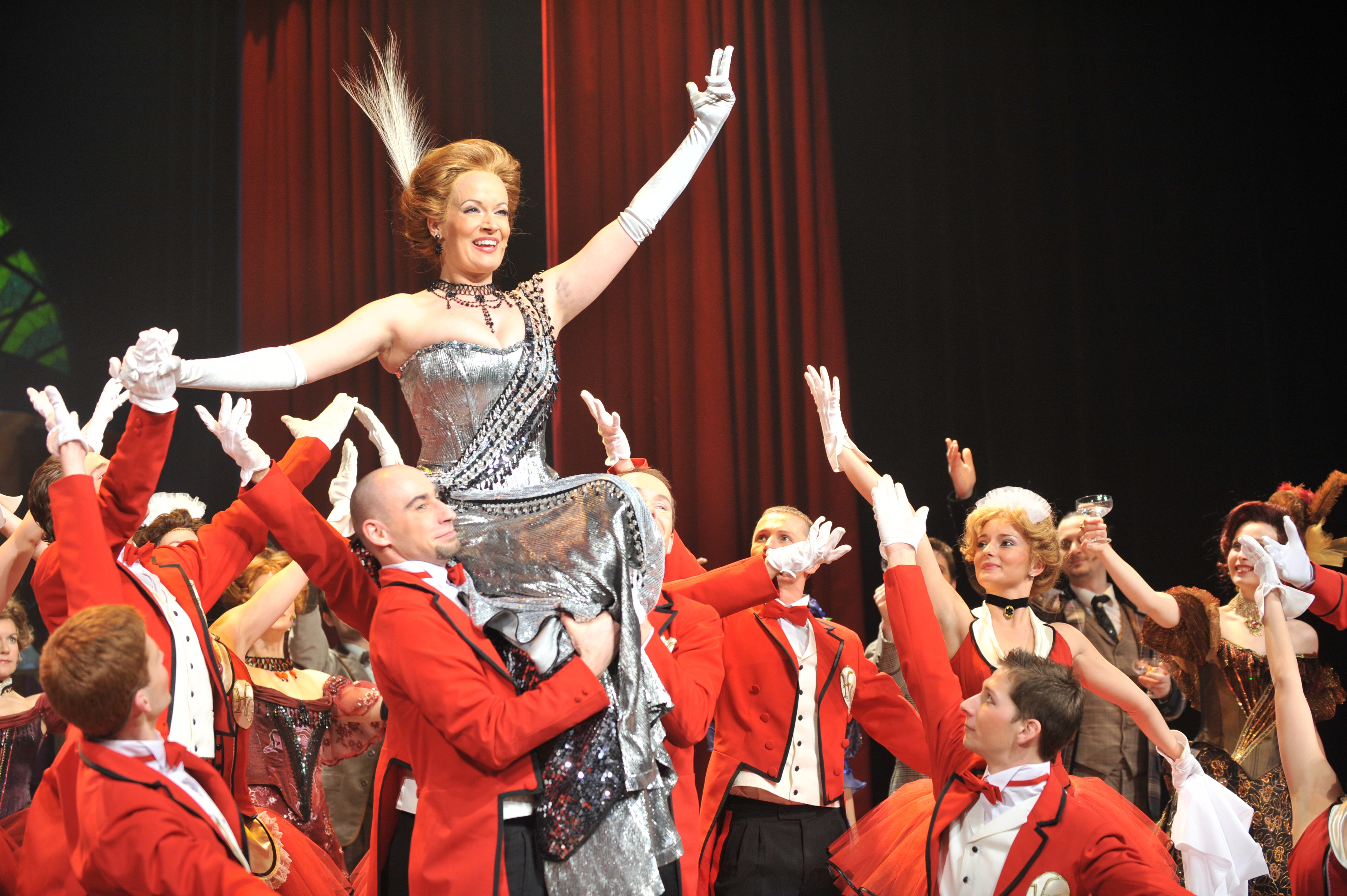
Alena Antalová a baletní soubor MdB